# Collins (New York)
Pour les articles homonymes, voir Collins.
Collins est une ville située dans le comté d'Érié, dans l'État de New York, aux États-Unis,. En 2010, elle comptait une population de 6 601 habitants.

## Démographie
Lors du recensement de 2010, la ville comptait une population de 6 601 habitants.